# Gertrudis Bocanegra
María Gertrudis Teodora Bocanegra Lazo Mendoza (Pátzcuaro, Michoacán, 11 de abril de 1765 - ibídem, 11 de octubre de 1817), conocida como Gertrudis Bocanegra, fue una mujer novohispana que apoyó el movimiento insurgente durante la guerra de Independencia de México. Fue descubierta y sentenciada a muerte, ya que no quiso dar información acerca de las fuerzas insurgentes al gobierno virreinal.[cita requerida]

## Biografía
Gertrudis Bocanegra nació en Pátzcuaro en lo que hoy es el estado mexicano de Michoacán, hija de Pedro Javier Bocanegra y Feliciana Mendoza (m. 15 de noviembre de 1783). Fue hija de padres españoles, comerciantes de clase española media.  Se casó con el teniente Pedro Advíncula Lazo de la Vega, militar de las fuerzas provinciales españolas de Michoacán y  tuvieron cuatro hijos.
A pesar de que las mujeres de la Nueva España pocas veces podían acceder a la educación, Gertrudis Bocanegra fue lectora de los principales autores de la Ilustración, por lo que cuando estalló la guerra de independencia se adhirió a ella. Sirvió como correo de los insurgentes en la región de Pátzcuaro y Tacámbaro.
En la etapa de resistencia de la guerrilla insurgente, Bocanegra fue enviada a Pátzcuaro con el propósito de ayudar a la toma de la ciudad por parte de los rebeldes. Pero fue descubierta y luego hecha prisionera por el ejército realista. Sometida a tortura para que delatase a otros participantes de la guerrilla, Bocanegra se negó siempre a dar información a los realistas. Estuvo presa en la casa número 14 (calle Ibarra). Finalmente fue enjuiciada y encontrada culpable de traición.[cita requerida]
Fue sentenciada a muerte, fue fusilada el 10 de octubre de 1817, en la plaza de San Agustín en la misma villa de Pátzcuaro. El mes siguiente (11 de noviembre de 1817) es fusilado el militar español Francisco Xavier Mina.[cita requerida]
Doña Gertrudis, entró en varios de los niveles de insurgencia de los españoles: "espías de cualquier clase", "los que en sus proclamos o escritos y opiniones públicas se dedican a encender el fuego de la revolución" y "los que reconocen al gobierno insurgente". Espía, incendiaria de la revolución, reconocedora del gobierno insurgente y donadora de su propia vida, la de su esposo y su único hijo varón para que México fuera una Nación independiente y libre del yugo español.

## Legado
Bocanegra fue interpretada por Ofelia Medina en la película biográfica mexicana Gertrudis (1992).